# Bloodthirst
Bloodthirst is het zevende studioalbum van de Amerikaanse deathmetalband Cannibal Corpse, en het derde van George Fisher als zanger. Het album werd in 1999 uitgebracht door Metal Blade Records.

## Tracklist
1. "Pounded into Dust" – 2:17
2. "Dead Human Collection" – 2:30
3. "Unleashing the Bloodthirsty" – 3:50
4. "The Spine Splitter" – 3:10
5. "Ecstacy in Decay" – 3:12
6. "Raped by the Beast" – 2:34
7. "Coffinfeeder" – 3:04
8. "Hacksaw Decapitation" – 4:12
9. "Blowtorch Slaughter" – 2:33
10. "Sickening Metamorphosis" – 3:23
11. "Condemned to Agony" – 3:44

## Leden
- George "Corpsegrinder" Fisher - zang
- Jack Owen - gitaar
- Pat O'Brien - gitaar
- Alex Webster - basgitaar
- Paul Mazurkiewicz - drums